# USS Bashaw (SS-241)
USS Bashaw (SS-241) – amerykański okręt podwodny typu Gato, pierwszego masowo produkowanego wojennego typu amerykańskich okrętów podwodnych. W trakcie wojny podwodnej na Pacyfiku przeprowadził 6 patroli bojowych w trakcie których zatopił japońskie jednostki o łącznej pojemności 19 269 ton.